# St. Georg (Salzwedel)

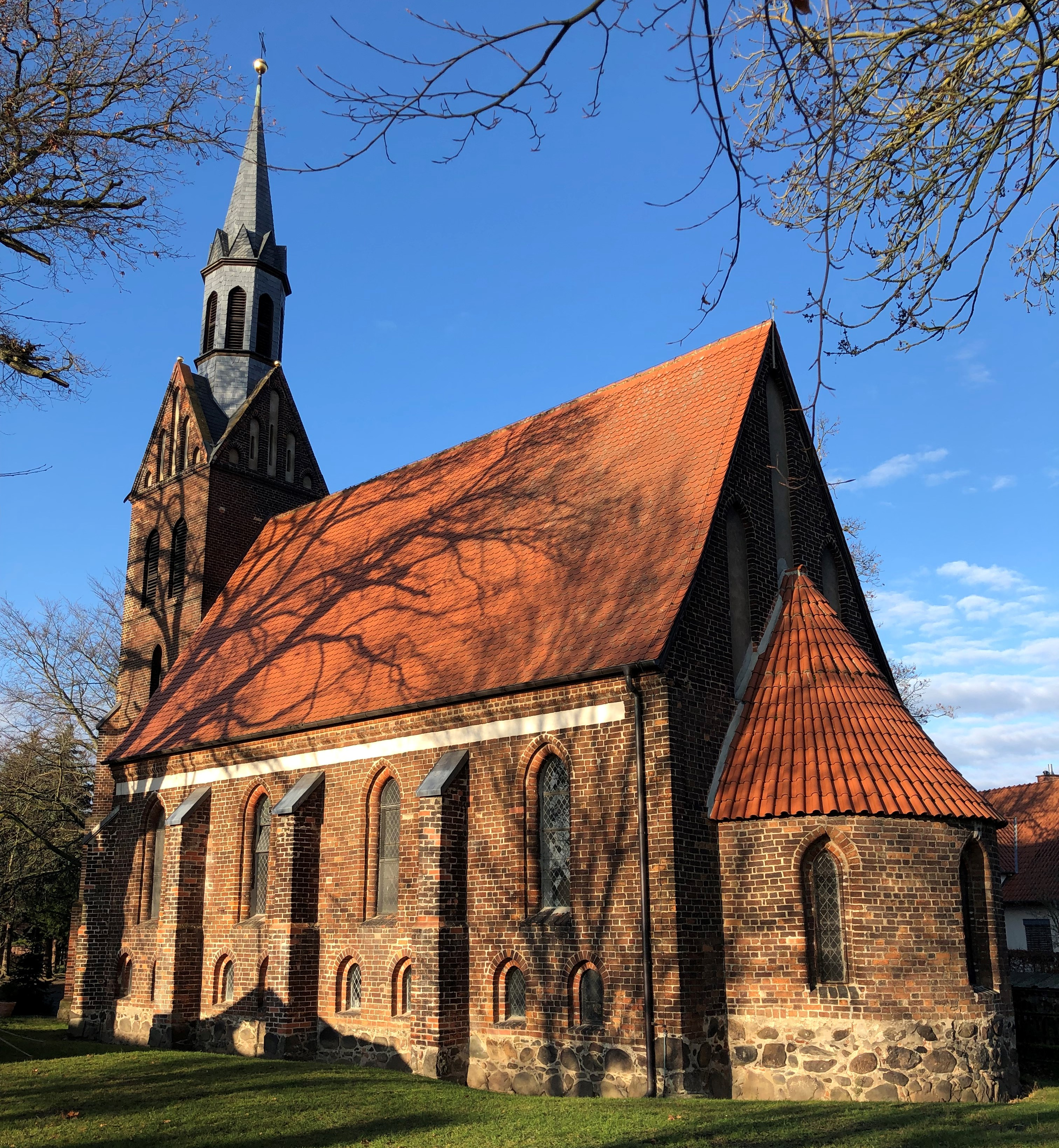
Salzwedel, St.-Georgs-Kirche

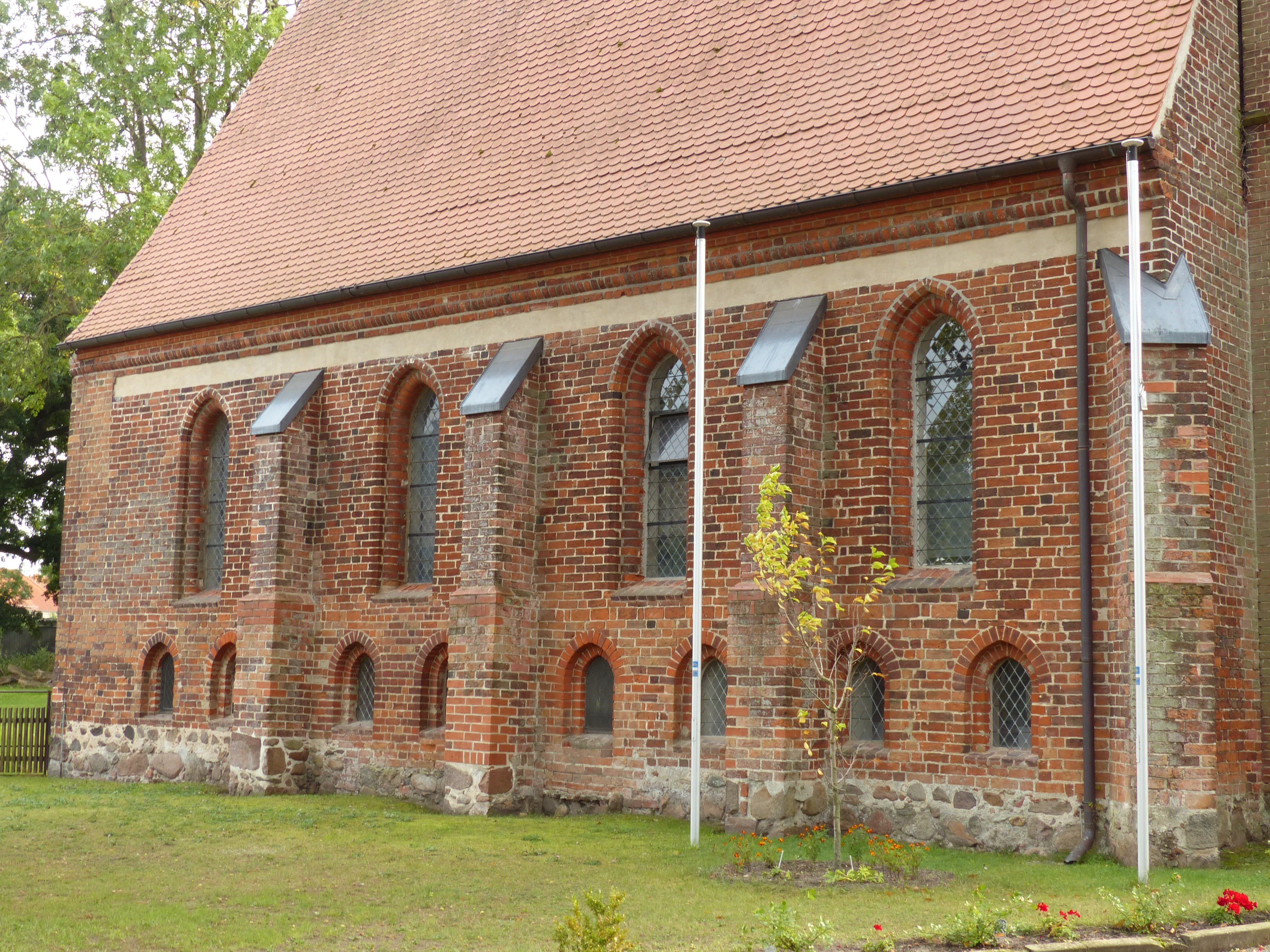
Ansicht von Nordwest

Die evangelische Kirche St. Georg ist eine Saalkirche der Backsteingotik in der Vorstadt Perver von Salzwedel im Altmarkkreis Salzwedel in Sachsen-Anhalt. Sie gehört zum Pfarrbereich St. Georg Salzwedel im Kirchenkreis Salzwedel der Evangelischen Kirche in Mitteldeutschland.

## Geschichte und Architektur
Die Kirche war einst die Kapelle eines vor 1268 außerhalb der Stadt beim Vorort Perver gegründeten Aussätzigenhospitals, Die Kirche ist eine rechteckige Saalkirche mit stark eingezogener halbkreisförmiger Apsis aus Backstein auf einem Feldsteinsockel. Der Bau begann im dritten Viertel des 13. Jahrhunderts mit der Apsis und der Ostmauer des Schiffes. In den Jahren 1861–1863 wurde ein quadratischer Westturm unter Leitung von Baumeister Kramkau erbaut, zumindest unter Revision von Friedrich August Stüler. Gleichzeitig wurde das Bauwerk restauriert, wobei hölzerne Emporen an Nord-, West- und Südseite eingebaut und kleine Spitzbogenfenster zur Belichtung der darunterliegenden Bereiche eingebrochen wurden.
Außen ist die Ostmauer des Schiffs am oberen Teil mit Kantenlisenen versehen. Der durch drei gestaffelte Spitzbogenblenden gegliederte Ostgiebel ist vermutlich jünger. In der Apsis sind drei Lanzettfenster angeordnet, deren Laibungen mit Viertelkreis und Fase profiliert sind. Das jüngere Schiff ist mit ähnlich gebildeten Spitzbogenfenstern gestaltet, die zwischen Strebepfeilern angeordnet sind, Der Westturm ist mit Wimpergportal und blendengeschmückten Giebeln versehen, das verschieferte Turmdach mit verhältnismäßig großer achteckiger Laterne unter einem Spitzhelm.
Im flachgedeckten Innern sind Schildflächen für vier zerstörte oder unausgeführt gebliebene Gewölbe zu sehen. In der Apsis ist ein Halbkuppelgewölbe mit drei untergelegten Birnstabrippen eingezogen, Ungewöhnlich ist die Bemalung der Emporenbrüstungen, die 1932 von Paul Horn aus Halle ausgeführt wurde. Sie steht der Neuen Sachlichkeit nahe; sie zeigt Christus inmitten der Mühseligen und Beladenen und erinnert wegen der Darstellung der verschiedenen Lebensalter, Berufe sowie eines Knochenmanns an mittelalterliche Totentänze.

## Ausstattung
Zur Ausstattung gehört ein Schrein eines kleinen Schnitzretabels mit einer Darstellung der Muttergottes zwischen Katharina von Alexandrien und der Heiligen Lucia vom Ende des 15. Jahrhunderts, das als Unterbau für den Kanzelkorb aus den zweiten Viertel des 17. Jahrhunderts wiederverwendet wurde und der mit Hermenpilastern und Muschelnischen gestaltet ist. Die Orgel ist ein Werk von Eduard Beyer (Magdeburg) aus dem Jahr 1927, der schlichte neuromanische Prospekt ist vermutlich älter. Acht reliefierte Sitzfiguren stellen Maria und betende Apostel dar und stammen vermutlich von einem Schnitzretabel; es sind künstlerisch wertvolle Werke des Weichen Stils aus dem ersten Viertel des 15. Jahrhunderts. Der kleine achteckige, auf 1648 datierte Taufstein wurde ebenfalls in neuerer Zeit hierher übertragen.
Im Danneil-Museum wird eine fragmentarische Reiterstatue des Heiligen Georg aufbewahrt, die möglicherweise aus dieser Kirche stammt. Eine Glocke mit dem Schlagton a2-4 trägt die Inschrift nach Lk 1,38  „(e)cce ancilla domini fiat michi secu(n)d(u)m verbu(m) tuu(m) a(n)no d(omi)ni m cccclxxix“ und ein Gießerzeichen, vermutlich von Klaus Backmeester.